# Escaló
Escaló es una localidad perteneciente al municipio de La Guingueta, en la provincia de Lérida, comunidad autónoma de Cataluña, España. 

## Geografía humana

### Demografía

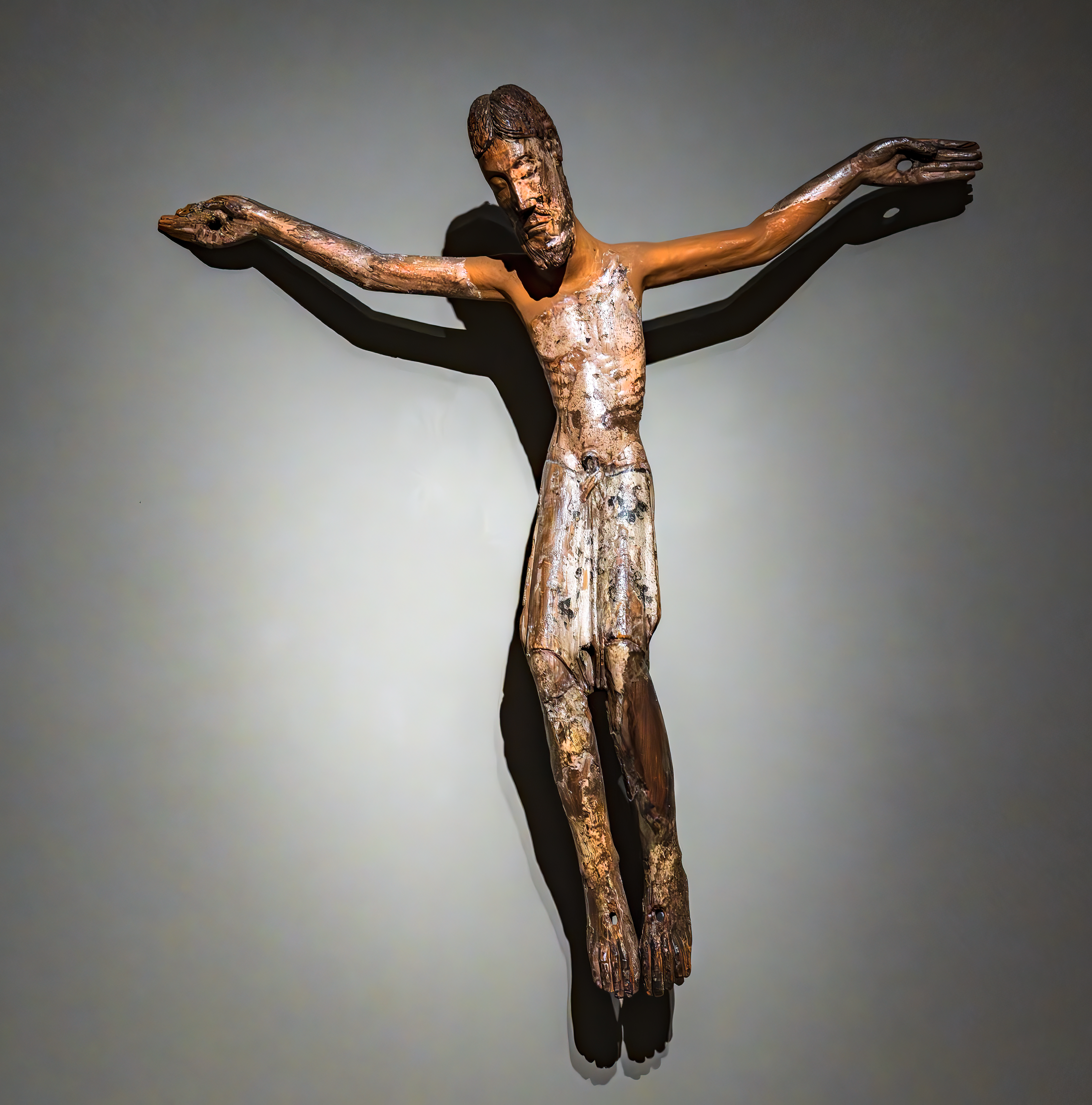
Crist d'Escaló, expuesto en el MNAC.

| Gráfica de evolución demográfica de Escaló entre 1842 y 1970 |
| |
| Población de derecho según los censos de población del INE Población de hecho según los censos de población del INEEntre el censo de 1857 y el anterior, crece el término del municipio porque incorpora a 255158 (Escart), 255166 (Estarón) Entre el censo de 1981 y el anterior, este municipio desaparece porque se agrupa en el municipio 25903 (La Guingueta) |

En 2018 contaba con 80 habitantes.